# Cacongo
Cacongo – miasto w Angoli, w prowincji Kabinda.